# Fernando Ochoaizpur
Fernando Néstor Ochoaizpur Iturain (Junín, 18 marzo 1971) è un ex calciatore argentino naturalizzato boliviano, di ruolo centrocampista.

## Caratteristiche tecniche
Giocava come centrocampista centrale: partecipava in egual misura a entrambe le fasi di gioco.

## Carriera

### Club
Ochoaizpur entrò nel settore giovanile dell'Estudiantes di La Plata nel 1986. Esordì in prima squadra durante il campionato 1990-1991, nell'incontro con il San Lorenzo. Alla sua prima stagione nel calcio professionistico mise a referto 4 presenze; nella Primera División 1991-1992 scese in campo per due volte, mentre nel 1992-1993 assommò nuovamente 4 gare. In seguito a un disaccordo con la dirigenza dell'Estudiantes, Ochoaizpur rimase fuori squadra per sei mesi; decise pertanto di accettare l'offerta del San José di Oruro per tornare e giocare. Giunto in Bolivia, si affermò come titolare nel club dalla divisa bianco-blu, facendo parte della rosa che vinse la Liga del Fútbol Profesional Boliviano 1995. Passò poi all'Oriente Petrolero e, in seguito, al Bolívar, con cui vinse il campionato nel 1996. Nel 1997 fece una esperienza in Perù, con l'Universitario di Lima; tornato in Bolivia, con il Bolívar giocò, tra le altre, anche 10 partite in Coppa Libertadores 1998. Si trasferì poi al San Luis, in Messico; nel 1999 firmò per l'UNAM Pumas, stabilendosi quale titolare della squadra, giocando con continuità. Nel 2003 raggiunse l'Ecuador per giocare con il Delfín; completò la stagione nel Técnico Universitario. Nel 2004 tornò in Argentina: dapprima al San Martín de San Juan, in seconda divisione; nel 2005 passò al Sarmiento, formazione della sua città natale. Nel 2006 firmò per l'Independiente di Chivilcoy, club militante nel Torneo Argentino C; si ritirò nel 2007.

### Nazionale
Nel 1996 il commissario tecnico Antonio López Habas decise di convocarlo: con l'intervento del presidente della Repubblica Gonzalo Sánchez de Lozada, Ochoaizpur ottenne la nazionalità boliviana nel novembre del medesimo anno. Debuttò in Nazionale maggiore il 10 novembre 1996, in occasione dell'incontro di La Paz con la Colombia, valido per le qualificazioni a Francia 1998. Il 2 aprile 1997 segnò il suo unico gol in ambito internazionale, contro l'Argentina a La Paz. Nel 1999 venne incluso nella lista per la Copa América. In tale competizione esordì il 2 luglio ad Asunción contro il Perù, subentrando al 65º minuto a Luis Cristaldo. Quella gara rimase la sua unica nella manifestazione. Giocò poi contro il Giappone il 5 luglio, sostituendo Reny Ribera a tre minuti dalla fine.

## Palmarès

### Club

#### Competizioni nazionali
- Campionato boliviano: 2

San José: 1995
Bolívar: 1996